# Stazioni della RER d'Île-de-France
Di seguito sono elencate le stazioni della Réseau express régional dell'Île-de-France, suddivise per linea d'esercizio.

## Linea A
| Linea               | Stazione                       | Zona   | Comuni serviti                                                                                                 | Coincidenze |
| ------------------- | ------------------------------ | ------ | --- | --- |
| A3                  | Cergy – Le Haut                | 5      | Cergy-le-Haut                                                                                                  | Transilien Saint-Lazare, bus STIVO 34N, 34S, 36, 39 ; bus 95, 95.04, 95.06 e Connex 2 |
| A3                  | Cergy – Saint-Christophe       | 5      | Cergy (Quartier Saint-Christophe)                                                                              | Transilien Saint-Lazare, bus STIVO 34N, 39, 40, 44, 45 ; bus 95, 95.04, 95.06, 95.41 ; Connex 80 ; CSO 14 e ComBus Y |
| A3                  | Cergy – Préfecture             | 5      | Cergy (Quartier de la préfecture)                                                                              | Transilien Saint-Lazare, bus STIVO 38, 42, 42O, 44, 45, 48abc, 49abc, 56, 57, 58 ; bus 95, 95.03ab, 95.04, 95.06, 95.06, 95.07, 95.15, 95.16, 95.18, 95.19ab, 92.20, 95.41 ; Vexibus 27.01 ; Connex 80 ; ComBus Y ; "Ville en Ville" 16, 27 ; CSO 16 e CAB-ARO 37E |
| A3                  | Neuville – Université          | 5      | Neuville-sur-Oise                                                                                              | Transilien Saint-Lazare, bus STIVO 34S, 49abc ; Connex 14 e « Ville en Ville » 16, 27 |
| A3                  | Conflans – Fin d'Oise          | 5      | Conflans-Sainte-Honorine                                                                                       | Transilien Saint-Lazare, bus Connex 5, 11, 14 ; CSO e Noctilien |
| A3                  | Achères – Ville                | 5      | Achères | Transilien Saint-Lazare, bus Connex 5 |
| A5                  | Poissy                         | 5      | Poissy | Transilien Saint-Lazare, bus Connex 5,11,14 Hourtoule 242.04; « Ville en Ville » 16; « Vernon cars » 3 e CSO 2, 3, 4, 9, 10, 11, 14, 15, 20, 21, 24, 25, 26 |
| A5                  | Achères – Grand Cormier        | 5      | Saint-Germain-en-Laye                                                                                          | |
| A3 e A5             | Maisons-Laffitte               | 4      | Maisons-Laffitte                                                                                               | Transilien Saint-Lazare, bus RATP 262 ; Connex 2 |
| A3 e A5             | Sartrouville                   | 4      | Sartrouville                                                                                                   | Transilien Saint-Lazare, Bus RBus 1, 5, 9 ; TVO 21, 22 ; « Bus en Seine » 7,7SG,22; RBus-Lacroix 19 |
| A3 e A5             | Houilles – Carrières-sur-Seine | 4      | Houilles – Carrières-sur-Seine                                                                                 | Transilien Saint-Lazare; bus RATP 363 ; RBus 24 ; TVO 21, 22 and « Bus en Seine » 3ABC, 10, 11 |
| A1                  | Saint-Germain-en-Laye          | 4      | Saint-Germain-en-Laye                                                                                          | bus RATP 258; Connex 1, 2, 5, A, B, BC, C, M, S, T, ; CSO 3, 21, 23, 24, 27 ; "Ville en Ville" ; "Seine and foret" 10, 13, 15 and "Bus en Seine" 7SG |
| A1                  | Le Vésinet – Le Pecq           | 4      | Le Vésinet | bus Connex 21M,21 and « Bus en Seine » 3A, 3C, 7, 8, 22 |
| A1                  | Le Vésinet – Centre            | 4      | Le Vésinet | bus « Bus en Seine » 6A, 6B, 6C |
| A1                  | Chatou – Croissy               | 4      | Chatou; Croissy-sur-Seine                                                                                      | bus Connex 7 and « Bus en Seine » 2A, 2C, 3B, 4A, 4B, 4C |
| A1                  | Rueil-Malmaison                | 3      | Rueil-Malmaison                                                                                                | bus RATP 144, 158, 241, 244, 367 ; Connex + RATP 467 ; « Traverciel » 27A, 27B and « Bus en Seine » 4E |
| A1                  | Nanterre – Ville               | 3      | Nanterre | bus RATP 157, 16, 167, 367, 559a, 559b |
| A1                  | Nanterre – Université          | 3      | Nanterre | Transilien Saint-Lazare; bus RATP 267, 304, 357 |
| A1, A3 e A5         | Nanterre – Préfecture          | 3      | Nanterre | bus RATP 160, 358 |
| A1, A3 e A5         | La Défense                     | 3      | Puteaux, Courbevoie                                                                                            | Transilien Saint-Lazare; Métro 1 ; Bus RATP 73, 141, 144, 159, 161, 174, 178, 262, 272, 275, 276, 278, 360, 378, Balabus ; SLAG |
|                     | Charles de Gaulle-Étoile       | 1      | Parigi | métro 1, 2, 6 ; bus RATP 22, 30, 31, 52, 73, 92, cars Air France 2 |
| Auber               | 1                              | Parigi | RER E Haussmann-Saint-Lazare ; métro 3, 7, 8, 9 ; bus RATP 20, 22, 27, 29, 53, 66, 81, 95, RoisyBus ; Opentour | |
| Châtelet-Les Halles | 1                              | Parigi | RER B, RER D; métro 1, 4, 7, 11, 14 ; bus RATP 21, 38, 67, 72, 74, 75, 76, 58, 81, 85, 96                      | |
| Gare de Lyon        | 1                              | Parigi | TGV, Grandes lignes, RER D; métro 1, 14 ; bus RATP 20, 24, 29, 57, 61, 63, 65, 87, 91 ; cars Air-France 4      | |
| Nation              | 1                              | Parigi | métro 1, 2, 6, 9 ; bus RATP 56, 57, 86, 351                                                                    | |
| A2 e A4             | Vincennes                      | 2      | Vincennes | bus RATP 56, 115, 118, 124, 215, 318 |
| A2                  | Fontenay-sous-Bois             | 3      | Fontenay-sous-Bois                                                                                             | bus RATP 124 |
| A2                  | Nogent-sur-Marne               | 3      | Nogent-sur-Marne, Bois de Vincennes                                                                            | bus RATP 113, 114, 120, 210 |
| A2                  | Joinville-le-Pont              | 3      | Joinville-le-Pont                                                                                              | bus RATP 101, 106, 108, 110, 112, 201, 281, NH |
| A2                  | Saint-Maur – Créteil           | 3      | Saint-Maur-des-Fossés                                                                                          | bus RATP 107, 111, 112, 306 ; TVM |
| A2                  | Le Parc de Saint-Maur          | 3      | Saint-Maur-des-Fossés                                                                                          | bus RATP 107, 317 |
| A2                  | Champigny                      | 4      | Saint-Maur-des-Fossés                                                                                          | bus RATP 111, 116, 117, 208abs and CEAT 10.03 |
| A2                  | La Varenne – Chennevières      | 3      | Saint-Maur-des-Fossés                                                                                          | bus RATP 111, 112 ; CEAT 10.14 |
| A2                  | Sucy – Bonneuil                | 4      | Sucy-en-Brie                                                                                                   | bus RATP 308, 393, NM ; SITUS 1, 2, 3, 4, 5, 10 ; CETRA-CEAT 201.14 |
| A2                  | Boissy-Saint-Léger             | 4      | Boissy-Saint-Léger                                                                                             | bus SETRA 6, 11, 12, 21, 22, 23, 101 ; SITUS 5, 6 ; STRAV J1, J2 |
| A4                  | Val de Fontenay                | 3      | Fontenay-sous-Bois                                                                                             | RER E; bus RATP 116, 118, 122, 124, 301 ; Titus 5 and TRA 702 |
| A4                  | Neuilly-Plaisance              | 3      | Neuilly-Plaisance                                                                                              | bus RATP 113, 114, 203, 214, NG |
| A4                  | Bry-sur-Marne                  | 4      | Bry-sur-Marne, Noisy-le-Grand                                                                                  | bus RATP 120, 210, 220, 520 |
| A4                  | Noisy-le-Grand – Mont d'Est    | 4      | Noisy-le-Grand                                                                                                 | bus RATP 120, 206, 207, 303, 306, 320ab |
| A4                  | Noisy – Champs                 | 4      | Noisy-le-Grand, Champs-sur-Marne                                                                               | bus RATP 213, 312, 320ab |
| A4                  | Noisiel                        | 5      | Noisiel | bus RATP 211, 213, 220 ; SETRA 10 ; cars Biziere 03-17 |
| A4                  | Lognes                         | 5      | Lognes | bus RATP 211, 321 |
| A4                  | Torcy                          | 5      | Torcy | bus RATP 211, 221, 421; AMV 19, 21, 25, 29; Cars Biziere 03.18 |
| A4                  | Bussy-Saint-Georges            | 5      | Bussy-Saint-Georges                                                                                            | bus AMV 22 and 26 ; cars Biziers 03.109 |
| A4                  | Val d'Europe                   | 5      | Chessy Val d'Europe                                                                                            | bus AMV 50 ; Marne and Morin ?? |
| A4                  | Marne-la-Vallée – Chessy       | 5      | Chessy Disneyland Resort Paris                                                                                 | TGV; bus Darche-Gros 17 ; « Seine and marne express » 38 ; Marne and Morin 6, 12, 19, 57, 59, 60, 62 |

## Linea B
| Linea                          | Stazione                     | Zona                        | Municipalità collegate | Coincidenze |
| ------------------------------ | ---------------------------- | --------------------------- | --- | --- |
| B3                             | Aéroport Charles de Gaulle 2 | 5                           | Le Mesnil-Amelot | TGV; Eurostar ; bus ADP Rouge, Beu, Vert & cars Air France 2, 3, 4 ; N140, N143 |
| B3                             | Aéroport Charles de Gaulle 1 | 5                           | Tremblay-en-France | TGV; Eurostar ; bus ADP Beu, bus RATP 349, 350, 351, CIF 20, 32, 39, 43, 93, 701, 702, Alobus Rouge, Alobus Jaune, Alobus Bleu, "Picardie Roissy" ; TVS, TRA, TransVO 22, Bus95 95.01,95.02,95.18 and Bus Jaune ; N140, N143 |
| B3                             | Parc des Expositions         | 4                           | Villepinte | bus RATP 349, 350, TRA, PNA, TransVO 23 and CIF 39, 349 |
| B3                             | Villepinte                   | 4                           | Villepinte | bus TRA 615, 617, 642, 683 |
| B3                             | Sevran – Beaudottes          | 4                           | Sevran | bus RATP 147 ; TRA 607ab, 618, 634 ; CIF 1, 15, 44, 45 |
| B5                             | Mitry – Claye                | 5                           | Mitry-Mory | bus CIF 3, 16, 20, 22 |
| B5                             | Villeparisis – Mitry-le-Neuf | 5                           | Mitry-Mory | bus CIF 1, 13, 16, 17, 18, 19, 71, 116, 171, DUO Vert |
| B5                             | Vert-Galant                  | 4                           | Villepinte Tremblay en France | Bus TRA 607a, 619, 642ab, 670 ; CIF DUO Jaune, DUO Vert, Duo Bleu, 15, 22, 39, 45, Alobus bleu |
| B5                             | Sevran – Livry               | 4                           | Sevran | bus RATP 147 ; N41, N140 ; TRA 603, 618, 623 |
|                                | Aulnay-sous-Bois             | 4                           | Aulnay-sous-Bois | bus RATP 251, TRA 605, 607a, 613, 614, 615, 616ab, 617, 618, 627, 637, 680, 702 ; Transilien and CIF 15 ; Tram T4; N140 |
| Le Blanc-Mesnil                | 3                            | Le Blanc-Mesnil             | bus TRA 620 | |
| Drancy                         | 3                            | Drancy                      | bus RATP 148, 346, 348, N42; TRA703 | |
| Le Bourget                     | 3                            | Le Bourget Drancy           | bus RATP 133, 143, 146, 152, CIF and TRA 607ab, 609ab, 686, 703, N42 | |
| La Courneuve – Aubervilliers   | 3                            | La Courneuve; Aubervilliers | bus RATP 143, 150, 249, 256 ; N43 | |
| La Plaine – Stade de France    | 2                            | Saint-Denis                 | Bus RATP 139, 173, 153, 253, 552 | |
| Gare du Nord                   | 1                            | Parigi                      | TGV, Grandes Lignes SNCF, Ter picardie, TGV, Eurostar, Thalys, Transilien Nord, RER D, RER E Magenta ; métro 2, 4, 5 ; bus RATP 26, 30, 31, 38, 42, 43, 48, 54, 65, 350 and OpenTour | |
| Châtelet-Les Halles            | 1                            | Parigi                      | RER A, RER D; métro 1, 4, 7, 11, 14 ; bus RATP 21, 38, 58, 67, 72, 74, 75, 76, 81, 85, 96                                                                                            | |
| Saint-Michel - Notre-Dame      | 1                            | Parigi                      | RER C; métro 10 ; bus RATP 21, 24, 27, 38, 85, BD | |
| Luxembourg                     | 1                            | Parigi                      | bus RATP 21, 27, 38, 82, 84, 85 | |
| Port Royal                     | 1                            | Parigi                      | bus RATP 83,91 | |
| Denfert-Rochereau              | 1                            | Parigi                      | métro 4, 6 ; bus RATP 38, 68, 88 and CEAT | |
| Cité Universitaire (Paris RER) | 1                            | Parigi                      | Tram T3 | |
| Gentilly                       | 2                            | Gentilly                    | bus RATP 125 ; | |
| Laplace                        | 2                            | Arcueil                     | bus RATP 57, 323, 580 ; N21 | |
| Arcueil – Cachan               | 3                            | Arcueil, Cachan             | bus RATP 162, 187 ; N14 | |
| Bagneux                        | 3                            | Bagneux, Cachan             | bus RATP 197, 297 ; N21 | |
| Bourg-la-Reine                 | 3                            | Bourg-la-Reine              | bus RATP 172, 192, 197, 297, 388, 390, 391, 394 ; N14, N21 | |
| B2                             | Sceaux                       | 3                           | Sceaux | |
| B2                             | Fontenay aux Roses           | 3                           | Fontenay-aux-Roses | bus RATP 128, 394 |
| B2                             | Robinson                     | 3                           | Sceaux, Châtenay-Malabry | Bus RATP 128, 179, 190, 192, 194, 195, 595 ; N62, N63 |
| B4                             | Parc de Sceaux (Paris RER)   | 3                           | Antony, Sceaux | |
| B4                             | La Croix de Berny            | 3                           | Antony | bus RATP 197, 297, 378 ; N21 |
| B4                             | Antony                       | 4                           | Antony | Orlyval; bus RATP 196, 286, 297, 395, 396 ; N21 |
| B4                             | Fontaine-Michallon           | 4                           | Antony | 21 |
| B4                             | Les Baconnets                | 4                           | Antony | |
| B4                             | Massy – Verrières            | 4                           | Massy, Verrières-le-Buisson | RER C; bus Les Palladins |
| B4                             | Massy – Palaiseau            | 4                           | Massy, Palaiseau | TGV, RER C; bus RATP 119, 196, 199, 319, 399, Noctilien 63 ; CEAT ; Daniel Mayer 10b, 11abcd, 12, 153 ; « Senart Express » ; Transessone 91.04 ; cars d'Orsay and « Valbus » 495, 496                                        |
| B4                             | Palaiseau                    | 4                           | Palaiseau | |
| B4                             | Palaiseau – Villebon         | 4                           | Palaiseau, Villebon-sur-Yvette | |
| B4                             | Lozère                       | 4                           | Palaiseau | |
| B4                             | Le Guichet                   | 5                           | Orsay | bus Cars d'Orsay 06.07, 06.08; T.I.P.S. 269.002; ALBATRANS 91-08 |
| B4                             | Orsay – Ville                | 5                           | Orsay | bus cars d'Orsay 06.03, 06.05, 06.08; SAVAC 39.05, 39.07, 39.14 |
| B4                             | Bures-sur-Yvette             | 5                           | Bures-sur-Yvette | bus cars d'Orsay 06.04 |
| B4                             | La Hacquinière               | 5                           | Bures-sur-Yvette, Gif-sur-Yvette | |
| B4                             | Gif-sur-Yvette               | 5                           | Gif-sur-Yvette | bus SAVAC 39.02, 39.04, 39.08 |
| B4                             | Courcelle-sur-Yvette         | 5                           | Gif-sur-Yvette | bus SAVAC 39.19 |
| B4                             | Saint-Rémy-lès-Chevreuse     | 5                           | Saint-Rémy-lès-Chevreuse | bus SqyBus 463 and SAVAC 39.03, 39.10, 39.13, 39.17, 39.27, 39.31, 39.103, 39.203, 39.303, 39.430, 39.437, 39.438, 262.01 |

## Linea C
| Linea                            | Stazione                              | Zona            | Municipalità collegate                                                                         | Coincidenze |
| -------------------------------- | ------------------------------------- | --------------- | ---------------------------------------------------------------------------------------------- | --- |
| C1                               | Pontoise                              | 5               | Pontoise                                                                                       | Transilien Saint-Lazare and Nord; bus STIVO 34N, 34S, 36, 43, 44, 45, 56, 57, 58 ; Giraux 1 and Bus95 95.04, 95.05, 95.06, 95.07, 95.08, 95.15, 95.16, 95.41 ; N150                                                                        |
| C1                               | Saint-Ouen-l'Aumône                   | 5               | Saint-Ouen-l'Aumône                                                                            | Transilien Saint-Lazare and Nord; bus STIVO 34S, 56, 57, 58 ; N150 |
| C1                               | Saint-Ouen-l'Aumône – Liesse          | 5               | Saint-Ouen-l'Aumône                                                                            | Transilien Saint-Lazare e Nord; bus STIVO 34S and Valoise 95.20 ; N150 |
| C1                               | Pierrelaye                            | 5               | Pierrelaye                                                                                     | bus Lacroix 30.28 ; Valoise 95.19ab ; N150 |
| C1                               | Montigny – Beauchamp                  | 4               | Montigny-lès-Cormeilles; Beauchamp                                                             | bus Lacroix 30.05, 30.09, 30.10, 30.18, 30.31, 30.33, 30.35 ; Valoise 95.03a, 95.19ac, 95.21 ; N150 |
| C1                               | Franconville – Le Plessis-Bouchard    | 4               | Franconville; Le Plessis-Bouchard                                                              | bus Lacroix 30.03abcdefg, 30.14 ; N150 |
| C1                               | Cernay                                | 4               | Ermont                                                                                         | bus Lacroix 30.11,30.22 |
| C1                               | Ermont – Eaubonne                     | 4               | Ermont; Eaubonne                                                                               | Transilien Nord; Bus RATP 138, Cars Roses 38.01, 38.04 ; Valmy 10, 14 ; Valoise 95.19b ; Lacroix 30.11 |
| C1                               | Saint-Gratien                         | 4               | Saint-Gratien                                                                                  | Bus RATP 138, 238, 261 ; Valmy 15A ; N150 |
| C1                               | Épinay-sur-Seine                      | 3               | Épinay-sur-Seine                                                                               | Bus RATP 138, 154, 238, 254, 361 ; Valmy 11 ; N150 |
| C1                               | Gennevilliers                         | 3               | Gennevilliers                                                                                  | bus RATP 166, 178, 240, 378, 538 ; N51 |
| C1                               | Les Grésillons                        | 3               | Gennevilliers; Asnières                                                                        | bus RATP 177 ; RiverPlazza ; N150 |
| C1                               | Saint-Ouen                            | 2               | Saint-Ouen                                                                                     | bus RATP 173, 174, 340 |
| C1                               | Porte de Clichy                       | 1               | Parigi                                                                                         | métro 13 ; bus RATP 54, 73, PC3, 138, 173 ; N15, N51 |
| C1                               | Péreire-Levallois                     | 1               | Parigi                                                                                         | métro 3 ; bus RATP 84, 92, 93, NB ; Transilien |
| C1                               | Neuilly-Porte Maillot                 | 1               | Parigi                                                                                         | métro 1 ; bus RATP 73, 82, PC1, PC3, 244, NA ; Cars Air France 2 |
| C1                               | Avenue Foch                           | 1               | Parigi                                                                                         | métro 2 ; bus RATP PC1 |
| C1                               | Avenue Henri-Martin                   | 1               | Parigi                                                                                         | bus RATP 63 |
| C1                               | Boulainvilliers                       | 1               | Parigi                                                                                         | bus RATP 22, 32, 52 |
| C1                               | Avenue du Président-Kennedy           | 1               | Parigi                                                                                         | bus RATP 70, 72 |
| C5                               | Versailles – Rive Gauche              | 4               | Versailles                                                                                     | bus Phébus B, BAK, DHL, F, E, K, P, Z ; SAVAC 39.22, 39.12, 39.438, 39.439, 262.01, 262.03 ; STAVO 44.01 ; SqyBus 401, 439, 440 ; Connex ; Hourtoule 27.10, 27.11 ; N145                                                                   |
| C5                               | Porchefontaine                        | 4               | Versailles                                                                                     | bus RATP 171 ; Phebus U ; N145 |
| C7                               | Saint-Quentin-en-Yvelines             | 5               | Montigny-le-Bretonneux                                                                         | Transilien Montparnasse; bus SqyBus 402, 415, 418, 419, 460, 461, 463, 464, 475, 501, 502, 503, 505 ; Connex 505 ; « Ville en Ville » ; Hourtoule 27.10, 242.04, 78, 475, 501, 502 ; SAVAC 307.01 ; Phebus Yexpress ; Trans Essonne ; N145 |
| C7                               | Saint-Cyr                             | 5               | Saint-Cyr                                                                                      | Transilien Montparnasse; bus SqyBus 401 ; Phebus 1, 2, 3, 4, 5, 6, P ; Hourtoule 27.10, 27.11 ; N145 |
| C7                               | Versailles – Chantiers                | 4               | Versailles                                                                                     | Transilien Montparnasse, Grandes Lignes SNCF, Ter SNCF ; bus Phébus ARC, B, BAK, G, K, L, LFA, P, R, X, Xexpress, W, Texpress, Z ; SAVAC 39.12, 39.22, 39.438, 262.01, 262.03 ; SqyBus 440 ; Connex ; Hourtoule ; N145                     |
| C5 e C7                          | Viroflay – Rive Gauche                | 3               | Viroflay                                                                                       | Transilien Montparnasse; bus Phebus D, U ; N145 |
| C5 e C7                          | Chaville – Vélizy                     | 3               | Viroflay                                                                                       | bus RATP; Phebus CVJ ; Louis Gaubert |
| C5 e C7                          | Meudon – Val Fleury                   | 3               | Meudon                                                                                         | bus RATP 162, 169, 289, 389, TIM |
| C5 e C7                          | Issy                                  | 2               | Issy-les-Moulineaux                                                                            | bus RATP 123, 190, TUVIM |
| C5 e C7                          | Issy – Val de Seine                   | 2               | Issy-les-Moulineaux                                                                            | tram T2; bus RATP 39, 126, 189, 323, 394 |
| C5 e C7                          | Boulevard Victor                      | 1               | Parigi                                                                                         | bus RATP PC1 |
| C5 e C7                          | Javel                                 | 1               | Parigi                                                                                         | métro 10 ; bus RATP 62, 88 |
|                                  | Champ-de-Mars-Tour-Eiffel             | 1               | Parigi                                                                                         | bus RATP |
| Pont-de-l'Alma                   | 1                                     | Parigi          | métro 9 ; bus RATP 42, 63, 82                                                                  | |
| Invalides                        | 1                                     | Parigi          | métro 13 ; bus RATP 63, 93 ; Cars Air France 1                                                 | |
| Museo d'Orsay                    | 1                                     | Parigi          | métro 12 ; bus RATP 24, 68, 69, 73, 84                                                         | |
| Saint-Michel - Notre-Dame        | 1                                     | Parigi          | RER B; métro 4 ; bus RATP 21, 24, 27, 81, 85, 96                                               | |
| Gare d'Austerlitz                | 1                                     | Parigi          | métro 5, 10 ; Grandes Lignes SNCF; Ter SNCF ; Aqualys ; bus RATP 24, 57, 61, 63, 89, 91 ; N131 | |
| Bibliothèque François-Mitterrand | 1                                     | Parigi          | métro 14 ; bus RATP 62, 89, 132, 323 ; N131                                                    | |
| Ivry-sur-Seine                   | 2                                     | Ivry-sur-Seine  | bus RATP 125, 323 ; N131                                                                       | |
| Vitry-sur-Seine                  | 3                                     | Vitry-sur-Seine | bus RATP 180 ; N131                                                                            | |
| Les Ardoines                     | 3                                     | Vitry-sur-Seine | bus RATP 182 ; N131                                                                            | |
| Choisy-le-Roi                    | 3                                     |                 | bus RATP 103, 182, 393, 396 ; choisybus ; TVM; AthisCar 3, 9 ; N131                            | |
| C2                               | Les Saules                            | 4               | Orly                                                                                           | bus RATP 183 ; N131 |
| C2                               | Orly – Ville                          | 4               | Orly                                                                                           | bus RATP 183 ; AthisCar 3 ; N131 |
| C2                               | Pont de Rungis – Aéroport d'Orly      | 4               | Thiais-Orly                                                                                    | bus RATP 183, 292, 319 ; N31 |
| C2                               | Rungis – La Fraternelle               | 4               | Rungis                                                                                         | bus RATP 319 |
| C2                               | Chemin d'Antony                       | 4               | Antony                                                                                         | bus RATP 297 |
| C2                               | Massy – Verrières                     | 4               | Massy                                                                                          | RER B |
| C2                               | Massy – Palaiseau                     | 4               | Massy                                                                                          | TGV; RER B; bus RATP 119,196,199,319,399,NJ ; CEAT ; Daniel Mayer 10b, 11abcd, 12, 153 ; « Senart Express » ; TransEssonne ; Cars d'Orsay and « Valbus » 495, 496                                                                          |
| C4, C6 e C8                      | Villeneuve-le-Roi                     | 4               |                                                                                                | bus AthisCars « Bord de l'eau » ; N131 |
| C4, C6 e C8                      | Ablon                                 | 4               |                                                                                                | bus AthisCar 3, 8 ; N131 |
| C4, C6 e C8                      | Athis-Mons                            | 4               |                                                                                                | |
| C4, C6 e C8                      | Juvisy                                | 4               |                                                                                                | RER D; bus RATP 285, 385, 399 ; N31, N130, N131, N132 ; Athiscars-RATP 485abcd, 486, 499 ; Daniel Mayer 2, 3, 4, 5 ; CEAT |
| C4, C6 e C8                      | Savigny-sur-Orge                      | 4               |                                                                                                | bus RATP 492 ; Daniel Mayer 21abc, 22 ; N131 |
| C8                               | Petit-Vaux                            | 4               |                                                                                                | bus RATP 385, 499 |
| C8                               | Gravigny – Balizy                     | 4               |                                                                                                | |
| C8                               | Chilly-Mazarin                        | 4               | Chilly-Mazarin                                                                                 | bus RATP 297 ; SénartExpress 55 |
| C8                               | Longjumeau                            | 4               |                                                                                                | |
| C8                               | Massy – Palaiseau                     | 4               |                                                                                                | TGV; RER B; bus RATP 119, 196, 199, 319, 399 ; N63; CEAT ; Daniel Mayer 10b, 11abcd, 12, 153 ; SénartExpress 55 ; TransEssonne 95.04 ; Cars d'Orsay and « Valbus » 495, 496                                                                |
| C8                               | Igny                                  | 4               |                                                                                                | |
| C8                               | Bièvres                               | 4               |                                                                                                | |
| C8                               | Vauboyen                              | 4               |                                                                                                | bus Phebus J, LFA, N |
| C8                               | Jouy-en-Josas                         | 4               |                                                                                                | bus Phebus CVJ, JLB, L, LFA, N, Z |
| C8                               | Petit Jouy-Les-Loges                  | 4               | Les Loges en Josas Jouy en Josas                                                               | bus Phebus JLB, L, LFA, Z |
| C8                               | Versailles – Chantiers                | 4               | Versailles                                                                                     | Transilien Montparnasse, Grandes Lignes SNCF, Ter SNCF ; bus Phébus ; SAVAC ; SqyBus ; Connex ; Hourtoule |
| C4 e C6                          | Épinay-sur-Orge                       | 4               |                                                                                                | bus Tice 402 ; N131 |
| C4 e C6                          | Sainte-Geneviève-des-Bois             | 5               |                                                                                                | bus Daniel Mayer 6ab, 11b, 17 ; N131 |
| C4 e C6                          | Saint-Michel-sur-Orge                 | 5               |                                                                                                | bus Daniel Mayer 2ab, 9, 16 ; N131 |
| C4 e C6                          | Brétigny-sur-Orge                     | 5               |                                                                                                | bus Daniel Mayer 13, 19 ; N131 |
| C4                               | La Norville-Saint-Germain lès-Arpajon | 5               |                                                                                                | |
| C4                               | Arpajon                               | 5               |                                                                                                | bus SAVAC 39.18 ; N131 |
| C4                               | Egly                                  | 5               |                                                                                                | bus Daniel Mayer 20 ; N131 |
| C4                               | Breuillet-Bruyères-le-Châtel          | 6               |                                                                                                | N131 |
| C4                               | Breuillet-Village                     | 6               |                                                                                                | N131 |
| C4                               | Saint-Chéron                          | 6               |                                                                                                | N131 |
| C4                               | Semaise                               | 6               |                                                                                                | N131 |
| C4                               | Dourdan                               | 6               |                                                                                                | Ter SNCF ; N131 |
| C4                               | Dourdan-la-Forêt                      | 6               |                                                                                                | |
| C6                               | Marolles-en-Hurepoix                  | 5               |                                                                                                | N131 |
| C6                               | Bouray                                | 6               | Lardy                                                                                          | N131 |
| C6                               | Lardy                                 | 6               | Lardy                                                                                          | N131 |
| C6                               | Chamarande                            | 6               | Chamarande                                                                                     | N131 |
| C6                               | Étréchy                               | 6               | Étréchy                                                                                        | N131 |
| C6                               | Étampes                               | 6               |                                                                                                | Ter SNCF ; N131 |
| C6                               | Saint-Martin-d'Étampes                | 6               |                                                                                                | |

La stazione di Masséna, situata nei pressi di boulevard Masséna, è stata chiusa nel dicembre 2000. È stata sostituita dalla stazione Bibliothèque François Mitterrand.

## Linea D
| Ramo                | Stazione                               | Zona   | Comuni serviti                                                                        | Collegamenti |
| ------------------- | -------------------------------------- | ------ | ------------------------------------------------------------------------------------- | --- |
| D1                  | Orry-la-ville-Coye                     | *      | Orry la Ville                                                                         | Ter SNCF ; bus CIF 50 |
| D1                  | La Borne blanche                       | *      | Orry la Ville La Chapelle en Serval                                                   | |
| D1                  | Survilliers-Fosses                     | 5      | Fosses                                                                                | Bus CIF 28, 28B29, 29C, 60, 114, 117 |
| D1                  | Louvres                                | 5      |                                                                                       | Bus CIF 25abce, 36, 113, 114, 702 |
| D1                  | Les Noues                              | 5      | Goussainville                                                                         | |
| D1                  | Goussainville                          | 5      |                                                                                       | Bus 12, 12Zi, 30abd, 32, 46 ; GBus ; Bus95 95.10 |
| D1                  | Villiers-le-Bel – Gonesse – Arnouville | 4      | Arnouville                                                                            | Bus RATP 268, 270, 370 ; TransVO 22, 23, 23Zi, 34, 35, 36, 37 |
| D1                  | Garges – Sarcelles                     | 4      | Garges-lès-Gonesse Sarcelles                                                          | Bus RATP 133, 168, 252, 333, 368 ; Bus95 95.02 ; CIF 31 ; Alobus Rouge |
| D1                  | Pierrefitte – Stains                   | 4      | Pierrefite Stains                                                                     | Bus RATP 168, 254 |
| D1                  | Saint-Denis                            | 3      | Saint-Denis                                                                           | Transilien Nord; tram T1; bus RATP 154, 170, 174, 178, 261 |
| D1                  | Stade de France – Saint-Denis          | 3      |                                                                                       | Bus RATP 139, 173 |
|                     | Gare du Nord                           | 1      | Parigi                                                                                | Transilien Nord; TGV, Eurostar, Grandes Lignes SNCF, Ter picardie, Thalys ; RER B, E Magenta ; metro 2, 4, 5; bus RATP 26, 30, 31, 38, 42, 43, 48, 54, 65, 302, 350 ; OpenTour |
| Châtelet-Les Halles | 1                                      | Parigi | RER A, B ; metro 1, 4, 7, 11, 14; bus RATP 21, 38, 58, 67, 72, 74, 75, 76, 81, 85, 96 | |
| Gare de Lyon        | 1                                      | Parigi | TGV; RER A ;Transilien Lyon; métro 1, 14 ; bus RATP 20, 24, 29, 57, 63, 65, 91        | |
| D2 e D4             | Maisons-Alfort – Alfortville           | 3      |                                                                                       | Bus RATP 103, 217, 372 |
| D2 e D4             | Le Vert de Maisons                     | 3      | Maisons-Alfort, Alfortville                                                           | |
| D2 e D4             | Villeneuve – Prairie                   | 3      | Choisy le Roi, Créteil                                                                | |
| D2 e D4             | Villeneuve – Triage                    | 3      | Villeneuve Saint Georges, Choisy le Roi                                               | Bus RATP 182 ; STRAV L |
| D2 e D4             | Villeneuve-Saint-Georges               | 4      |                                                                                       | Bus Athiscar 3, 8 ; STRAV A, B, G, H, J1, J2, K, L, N |
| D2                  | Montgeron – Crosne                     | 4      | Montgeron, Crosne                                                                     | Bus STRAV E, Q |
| D2                  | Yerres                                 | 4      |                                                                                       | Bus STRAV F1, F2, F3, I |
| D2                  | Brunoy                                 | 5      | Brunoy, Épinay sous Sénart, Mandres Les Roses                                         | Bus STRAV C1, C2, D, M, Q ; TransEssonne 91-01 |
| D2                  | Boussy-Saint-Antoine                   | 5      | Boussy St Antoine Quincy ss Sénart                                                    | Bus SETRA 6 ; STRAV C1, C2 |
| D2                  | Combs-la-Ville – Quincy                | 5      | Combs la Ville, Brie Comte Robert                                                     | SénartBus 10, 11, 12, 13, 14, 15, 20 ; bus SETRA 7,20 ; STRAV M |
| D2                  | Lieusaint – Moissy                     | 5      | Lieusaint, Moissy-Cramayel, St Pierre du Perray, Tigery, Réau                         | Bus SénartBus 01, 02, 03, 10, 20, 21, 22, 23, 24, 25, 26, 27, 30 ; SénartExpress 50, 51, 55 ; Darche-Gros 14 ; SETRA 18                                                        |
| D2                  | Savigny-le-Temple – Nandy              | 6      | Savigny le Temple, Nandy                                                              | Bus SénartBus 30, 31, 33, 34, 35, 36, 37, 38, 60A, 60B ; SénartExpress 50 |
| D2                  | Cesson                                 | 6      | Cesson, Vert S Denis, Seine-Port, Savigny Le Temple                                   | Bus SénartBus 30, 36, 40, 41, 42, 43, 44, 60A, 60C ; TRAM O |
| D2                  | Le Mée                                 | 6      | Le Mée, Boissise la Bertrand, Boissettes                                              | TRAM B, F, J |
| D2                  | Melun                                  | 6      | Melun, Dammarie Les Lys, La Rochette, Vaux Le Penil, Rubelles, Voisenon               | TGV; Transilien Lyon; TRAM A, C, D, E, F, H, K, L ; bus Darche-Gros 1, 24, 30, 37 ; « Seine and marne express » 1                                                              |
| D4                  | Vigneux-sur-Seine                      | 4      | Vigneux sur Seine, Draveil                                                            | |
| D4                  | Juvisy                                 | 4      |                                                                                       | RER C; bus RATP 285, 385, 399 ; AthisBus 486abcd, 499 ; CEAT |
| D4                  | Viry-Châtillon                         | 4      |                                                                                       | Bus Daniel Mayer « Pass Partout » |
| D4 (via Grigny)     | Grigny – Centre                        | 5      |                                                                                       | Bus Tice 402, 510 |
| D4 (via Grigny)     | Orangis – Bois de l'Épine              | 5      | Ris Orangis                                                                           | Bus Tice 402, 404, 405, 406, 418 |
| D4 (via Grigny)     | Évry – Courcouronnes                   | 5      | Évry, Courcouronnes                                                                   | Bus Tice 401, 402, 403, 404, 405, 407, 408, 414, 453 ; SénartExpress 50 |
| D4 (via Grigny)     | Le Bras-de-Fer                         | 5      | Évry, Lisses                                                                          | Bus Tice 401, 402, 404, 408 ; SénartExpress 50 |
| D4 (via Ris)        | Ris-Orangis                            | 5      |                                                                                       | Bus Tice 407 |
| D4 (via Ris)        | Grand-Bourg                            | 5      | Évry                                                                                  | Bus Tice 419 |
| D4 (via Ris)        | Évry                                   | 5      | Évry, Soisy sur Seine                                                                 | Bus Tice 403, 408, 453 |
| D4                  | Corbeil-Essonnes                       | 5      |                                                                                       | Bus Tice 401, 405 ; ?? 3A, 3B |
| D4                  | Moulin-Galant                          | 5      |                                                                                       | |
| D4                  | Mennecy                                | 6      |                                                                                       | |
| D4                  | Ballancourt                            | 6      |                                                                                       | |
| D4                  | La Ferté-Alais                         | 6      |                                                                                       | |
| D4                  | Boutigny                               | 6      |                                                                                       | |
| D4                  | Maisse                                 | 6      |                                                                                       | |
| D4                  | Buno-Gironville                        | 6      |                                                                                       | |
| D4                  | Boigneville                            | 6      |                                                                                       | |
| D4                  | Malesherbes                            | *      |                                                                                       | |

## Linea E
| Linea | Stazione                                | Zona | Municipalità collegate                      | Coincidenze |
| ----- | --------------------------------------- | ---- | ------------------------------------------- | --- |
| E1    | Nanterre-La Folie                       | 3    | Nanterre                                    | Bus RATP 160, 163, 259, 276 ; Noctilien N53 |
| E1    | La Défense                              | 3    | Puteaux                                     | RER A; Transilien L, U ; Métro 1 ; Tram T2; Bus RATP 73, 141, 144, 159, 174, 178, 258, 275, 276, 278, 360 ; Mantois 72, A14B, A14M ; Poissy - Les Mureaux 14LM, 14V ; Saint-Germain Boucles de Seine A14 Chambourcy ; Noctilien N24 |
| E1    | Neuilly - Porte Maillot                 | 1    | Parigi                                      | RER C; Tram T3b; Bus RATP 43, 73, 82, PC, 244, 274 ; Noctilien N11, N24, N151, N153 |
| E1    | Haussmann - Saint-Lazare                | 1    | Parigi                                      | Transilien J, L; Métro 3, 12, 13, 14 ; Bus RATP 20, 21, 22, 24, 26, 27, 28, 29, 32, 43, 66, 80, 94, 95 ; Noctilien N01, N02, N15, N16, N51, N52, N53, N150, N151, N152, N153, N154 ; Grandes lignes SNCF                            |
| E1    | Magenta                                 | 1    | Parigi                                      | Transilien H, K ; RER B, RER D; Métro 2, 4, 5 ; Bus RATP 26, 38, 39, 43, 45, 48, 54, 91, 302 ; Noctilien N01, N02, N14, N43, N44, N140 ; Grandes lignes SNCF; TER SNCF ; Eurostar ; TGV                                             |
| E1    | Rosa Parks                              | 1    | Parigi                                      | Tram T3b; Bus RATP 35, 45, 54, 60, 239, Traverse Ney-Flandre ; Noctilien N140 |
| E1    | Pantin                                  | 2    | Pantin                                      | Tram T3b (Ella Fitzgerald, per la strada) ; Bus RATP 151, 170, 249, 330 ; Noctilien N13, N41, N140 |
| E1    | Noisy-le-Sec                            | 3    | Noisy-le-Sec                                | Tram T1; Bus RATP 105, 143, 545 |
| E2    | Bondy                                   | 3    | Bondy                                       | Tram T4; Bus RATP 303, 346, TUB ; Terres d'Envol 616 |
| E2    | Le Raincy – Villemomble – Montfermeil   | 4    | Villemomble, Le Raincy, Montfermeil par TRA | Bus RATP 114 ; TRA 602, 603, 605 |
| E2    | Gagny                                   | 4    | Gagny                                       | Bus RATP 121, 221, 303 ; TRA 604, 623 ; Noctilien N23 |
| E2    | Le Chénay – Gagny                       | 4    | Gagny                                       | Bus RATP 214, 221 ; TRA 643, 701 ; Noctilien N23 |
| E2    | Chelles – Gournay                       | 4    | Chelles                                     | Transilien P; Bus RATP 113, 213 ; Apolo 7 1, 2, 3, 4, 6, 7, 8, 8s, 9, 9s ; Seine-et-Marne Express 19 ; TRA 613, 701 ; TàD Bassin chellois ; Noctilien N23, N141                                                                     |
| E4    | Rosny – Bois-Perrier                    | 3    | Rosny-sous-Bois                             | Bus RATP 102, 116, 121, 143, 145, 221, 346 ; Noctilien N142 |
| E4    | Rosny-sous-Bois                         | 3    | Rosny-sous-Bois                             | Bus RATP 116, 118, 143 ; Titus 1, 2 ; Noctilien N142 |
| E4    | Val de Fontenay                         | 3    | Fontenay-sous-Bois                          | RER A; Bus RATP 116, 118, 122, 124, 301, La Navette - Le Bus Fontenaysien ; Terres d'Envol 702 ; Noctilien N34, N71, N142 |
| E4    | Nogent – Le Perreux                     | 3    | Nogent-sur-Marne, Le Perreux-sur-Marne      | Bus RATP 114, 116, 120, 210, 317 ; Noctilien N71, N142 |
| E4    | Les Boullereaux – Champigny             | 3    | Champigny-sur-Marne                         | Bus RATP 106, 110, 116, 520 ; Marne et Seine 436 ; Noctilien N130 |
| E4    | Villiers-sur-Marne – Le Plessis-Trévise | 4    | Villiers-sur-Marne                          | Bus RATP 106, 110, 206, 207, 209, 210, 306, 308 ; Noctilien N33, N35, N130 |
| E4    | Les Yvris – Noisy-le-Grand              | 4    | Noisy-le-Grand                              | Bus RATP 310, 312, 320 |
| E4    | Émerainville – Pontault-Combault        | 4    | Émerainville                                | Bus Sit'bus A, B, C, D ; RATP 209, 212, 421 ; Marne et Seine 432 ; Meaux et Ourcq 18 ; Marne-la-Vallée 2284 ; Noctilien N142 |
| E4    | Roissy-en-Brie                          | 5    | Roissy-en-Brie                              | Bus Sit'bus 500, 501A, A, D, E ; Noctilien N142 |
| E4    | Ozoir-la-Ferrière                       | 5    | Ozoir-la-Ferrière                           | Bus Pays Briard 5, 14, 16, 200, 201, Soirée Ozoir-la-Ferrière ; Marne-la-Vallée 2290 ; Sit'bus A ; Noctilien N142 |
| E4    | Gretz - Armainvilliers                  | 5    | Gretz-Armainvilliers                        | Bus Pays Briard 3, 11, 18, 121, Soirée Gretz-Armainvilliers ; Noctilien N142 |
| E4    | Tournan                                 | 5    | Tournan-en-Brie                             | Transilien P; Bus Pays Briard 3, 7, 11, 18, 21°, 23°, 28C, 30A, 30B, 30C, 121, 209, 309, 409, Soirée Tournan-en-Brie ; Provinois - Brie et Seine 3214 ; Marne-la-Vallée 2292 ; Meaux et Ourcq 02 ; Noctilien N142                   |